# Magdaléna Jehlářová
Magdaléna Jehlářová (Přerov, 16 gennaio 2000) è una pallavolista ceca, centrale della LOVB Atlanta.

## Carriera

### Club
La carriera di Magdaléna Jehlářová inizia nel settore giovanile del Přerov, venendo promossa in prima squadra nella stagione 2018-19, quando debutta in Extraliga. Si trasferisce per motivi di studio negli Stati Uniti d'America, dove prende parte alla lega universitaria NCAA Division I, dove gioca dal 2019 al 2023 con la Washington State, ottenendo diversi riconoscimenti individuali, tra i quali quello di National Freshman of the Year; nell'autunno 2020, dato il rinvio delle competizioni universitarie statunitensi a causa della pandemia di COVID-19 negli Stati Uniti d'America, disputa alcuni incontri di Extraliga con il Přerov.
In seguito resta negli Stati Uniti, questa volta per disputare la Pro Volleyball Federation 2024 con le Atlanta Vibe e poi la prima edizione della League One Volleyball, in cui indossa la casacca della LOVB Atlanta.

### Nazionale
Fa parte della nazionale ceca under 18 e under 19, partecipando rispettivamente alle qualificazioni al campionato europeo 2017 e alle qualificazioni al campionato europeo 2018.
Nel 2021 debutta in nazionale maggiore in un incontro delle qualificazioni al campionato europeo, conquistando in seguito la medaglia d'argento all'European Golden League 2022, bissata nell'edizione 2024, e l'oro alla Volleyball Challenger Cup 2024.

## Palmarès

### Nazionale (competizioni minori)
- European Golden League 2022
- European Golden League 2024
- Volleyball Challenger Cup 2024

### Premi individuali
- 2019 - National Freshman of the Year
- 2019 - All-America Second Team
- 2021 - All-America Third Team
- 2021 - All-America First Team
- 2021 - All-America First Team